# Liste der Bürgermeister von Giessenlanden
Dieses ist die Liste der Bürgermeister von Giessenlanden in der niederländischen Provinz Südholland von der Gründung der Gemeinde am 1. Januar 1986 bis zu ihrer Auflösung am 1. Januar 2019.
| Bürgermeister | Bürgermeister    | Partei | Partei    | Amtszeit  | Anmerkungen              |
| ------------- | ---------------- | ------ | --------- | --------- | ------------------------ |
|               | Cees Bakker      |        | CDA       | 1986–2004 |                          |
|               | Els Boot         |        | PvdA      | 2004–2013 | wegen Krankheit abwesend |
|               | Werner ten Kate  |        | VVD       | 2013–2018 | kommissarisch            |
|               | Rinette Reynvaan |        | parteilos | 2018      | kommissarisch            |